# 藤原頼成
藤原 頼成（ふじわら の よりなり、生没年不詳）は、平安時代中期の貴族。源 頼成とも表記される。藤原北家良門流、讃岐守・藤原伊祐の次男。実は中務卿・具平親王の子。官位は従四位下・因幡守。

## 経歴
中務卿・具平親王が雑仕女の大顔に産ませた庶子だったが、母の身分が低かったために、具平親王の意志で、藤原伊祐の養子とされた。
一条朝末の寛弘8年（1011年）蔵人所雑色に補せられる。その後、後一条朝で阿波守・因幡守などの地方官を歴任した。

## 官歴
- 寛弘8年（1011年） 正月7日：蔵人所雑色[1]
- 治安3年（1023年） 10月25日：見阿波守[1]
- 長元4年（1031年） 3月8日：見因幡守[1]

## 系譜
『尊卑分脈』による。
- 父：藤原伊祐
- 母：佐伯公行の娘
- 実父：具平親王
- 実母：大顔
- 妻：藤原惟憲の娘 - 親仁親王（後冷泉天皇）乳母
  - 男子：藤原頼長
  - 男子：藤原惟綱
  - 男子：藤原泰綱
  - 男子：藤原清綱
- 生母不詳の子女
  - 男子：頼覚
  - 男子：頼誉
  - 女子：藤原祇子（?-1053） - 藤原頼通妾

娘の祇子は藤原頼通の妾となり、藤原寛子（後冷泉天皇皇后）や摂政・藤原師実らを産んだ。